# تشارلز ر. بلاك جونيور
تشارلز ر. بلاك جونيور (بالإنجليزية: Charles R. Black, Jr.)‏ هو عضو مجموعة ضغط أمريكي، ولد في 1947 في الولايات المتحدة.

## وصلات خارجية
- تشارلز ر. بلاك جونيور على موقع إن إن دي بي (الإنجليزية)